# Cofidis (wielerploeg)/2003
Deze pagina geeft een overzicht van de wielerploeg Cofidis in 2003.
| Naam                                    | Geboortedatum | Nationaliteit       | Ploeg 2002        |
| --------------------------------------- | ------------- | ------------------- | ----------------- |
| Daniel Atienza                          | 22-09-1974    | Spanje              |                   |
| Frédéric Bessy                          | 09-01-1972    | Frankrijk           | Crédit Agricole   |
| Médéric Clain                           | 29-10-1976    | Frankrijk           |                   |
| Arnaud Coyot                            | 06-10-1980    | Frankrijk           | beloften          |
| Íñigo Cuesta                            | 03-06-1969    | Spanje              |                   |
| Peter Farazijn                          | 27-01-1969    | België              |                   |
| Bingen Fernández                        | 15-12-1972    | Spanje              | Euskaltel-Euskadi |
| Tom Flammang                            | 12-01-1978    | Luxemburg           |                   |
| Dmitri Fofonov                          | 15-08-1976    | Kazachstan          |                   |
| John Gadret (Stagiair vanaf 01-09)      | 22-04-1979    | Frankrijk           | -                 |
| Philippe Gaumont                        | 22-02-1973    | Frankrijk           |                   |
| Robert Hayles                           | 21-01-1973    | Verenigd Koninkrijk |                   |
| Benjamin Johnson (Stagiair vanaf 01-09) | 07-01-1983    | Australië           | -                 |
| Andrei Kivilev                          | 20-09-1973    | Kazachstan          |                   |
| Massimiliano Lelli                      | 02-12-1967    | Italië              |                   |
| Angelo Lopeboselli                      | 10-04-1977    | Italië              |                   |
| Nico Mattan                             | 17-07-1971    | België              |                   |
| David Millar                            | 04-01-1977    | Verenigd Koninkrijk |                   |
| David Moncoutié                         | 30-04-1975    | Frankrijk           |                   |
| Damien Monier (Stagiair vanaf 01-09)    | 27-08-1982    | Frankrijk           | -                 |
| Chris Peers                             | 03-03-1970    | België              |                   |
| Luis Pérez Rodríguez (vanaf 01-04)      | 16-06-1974    | Spanje              | Team Coast        |
| Jo Planckaert                           | 16-12-1970    | België              |                   |
| Hayden Roulston                         | 10-01-1981    | Nieuw-Zeeland       |                   |
| Marek Rutkiewicz                        | 08-05-1981    | Polen               |                   |
| Robert Sassone                          | 23-11-1978    | Frankrijk           |                   |
| Janek Tombak                            | 22-07-1976    | Estland             |                   |
| Guido Trentin                           | 24-11-1975    | Italië              |                   |
| Cédric Vasseur                          | 18-08-1970    | Frankrijk           | US Postal         |

## Overwinningen
Ster van Bessèges
2e etappe: Jo Planckaert
Ronde van de Middellandse Zee
David Moncoutié
GP Lugano
David Moncoutié
Driedaagse van West-Vlaanderen
Proloog: David Millar
Paris-Nice
Proloog: Nico Mattan
Omloop van de Vlaamse Scheldeboorden
Chris Peers
Ronde van Picardië
Eindklassement: David Millar
GP van Tallinn-Tartu
Arnaud Coyot
Dauphiné Libéré
3e etappe: David Millar
7e etappe: Cédric Vasseur
Route du Sud
1e etappe: Janek Tombak
4e etappe: David Moncoutié
NK wielrennen
Estland: Janek Tombak
GP do Minho
Janek Tombak
Ronde van Frankrijk
19e etappe: David Millar
Ronde van Burgos
4e etappe: David Millar
Tour de Limousin
2e etappe: Cédric Vasseur
Eindklassement: Massimiliano Lelli
Ronde van Poitou-Charentes
2e etappe: Robert Sassone
Ronde van Hessen
1e etappe: Cédric Vasseur
Eindklassement: Cédric Vasseur
Ronde van Polen
7e etappe: Hayden Roulston
Ronde van Spanje
2e etappe: Luis Pérez Rodríguez
17e etappe: David Millar
Parijs-Corrèze
2e etappe: Cédric Vasseur
Eindklassement: Cédric Vasseur
Mannen: 1997 · 1998 · 1999 · 2000 · 2001 · 2002 · 2003 · 2004 · 2005 · 2006 · 2007 · 2008 · 2009 · 2010 · 2011 · 2012 · 2013 · 2014 · 2015 · 2016 · 2017 · 2018 · 2019 · 2020 · 2021 · 2022 · 2023 · 2024 · 2025
Vrouwen:2022 · 2023 · 2024 · 2025